# Ervin Dragšič
Ervin Dragšič (Maribor, 22 ottobre 1974) è un allenatore di pallacanestro ed ex cestista sloveno.

## Carriera
Con la Slovenia ha disputato i Campionati europei del 1999.